# Vincent Spano
Vincent Spano (Brooklyn, Nova Iorque, 18 de outubro de 1962) é um ator americano de origem italiana.
Seu primeiro filme foi The Double McGuffin, produção de 1979. Mas a verdadeira estréia como ator veio alguns anos mais tarde com o filme Rumble Fish, dirigido por Francis Ford Coppola, junto com atores famosos, como Diane Lane, Dennis Hopper e Mickey Rourke. Em 1987, ele trabalhou com os diretores italianos Paolo e Vittorio Taviani no filme Good Morning, Babylon. Em 1991, fez um papel importante ao lado de Sylvester Stallone e Ornella Muti na comédia Oscar.
Spano namorou a atriz Laura Dern.